# Prêmio Johan Skytte
O Prêmio Johan Skytte (em sueco:  Skytteanska priset) em ciência política foi estabelecido em 1995 pela Fundação Johan Skytte na Universidade de Uppsala. A fundação remonta a uma doação em 1622 por Johan Skytte (1577-1645), político e Chanceler da Universidade de Uppsala, que estabeleceu a Cátedra Skytte de Eloquência e Governo.
O prêmio de 500 mil coroas suecas (aproximadamente 52 mil dólares) é destinado para "o estudioso que, na visão da Fundação, fez a contribuição mais valiosa para a ciência política". Desde sua criação em 1995, o Prêmio Johan Skytte conquistou uma reputação de prestígio dentro da comunidade de ciências sociais, ganhando o apelido de "Prêmio Nobel de Ciência Política". De acordo com uma pesquisa de reputação realizada em 2013 e 2014, é o mais prestigioso prêmio acadêmico internacional em ciência política.

## Recipientes
| Ano  | Recipiente | Recipiente                      | País                                     | Motivo | Afiliação                                                                                                  |
| ---- | ---------- | ------------------------------- | ---------------------------------------- | --- | --- |
| 1995 |            | Robert Dahl (1915-2014)         | Estados Unidos                           | "por sua análise penetrante da teoria democrática, caracterizada pela aprendizagem profunda e amplitude de espírito, combinada com estudos empíricos de época do funcionamento real do governo representativo".                          | Professor emérito, Universidade Yale                                                                       |
| 1996 |            | Juan José Linz (1926-2013)      | Espanha Alemanha Estados Unidos          | "por sua investigação global da fragilidade da democracia diante da ameaça autoritária, caracterizada pela versatilidade metodológica e pela amplitude histórica e sociológica".                                                         | Professor, Universidade Yale                                                                               |
| 1997 |            | Arend Lijphart (1936)           | Reino Unido Países Baixos Estados Unidos | "por sua pesquisa teoricamente e empiricamente pioneira sobre a função do consenso na política democrática em sociedades divididas bem como homogêneas".                                                                                 | Professor, Universidade da Califórnia em San Diego                                                         |
| 1998 |            | Alexander L. George (1920-2006) | Espanha                                  | "por sua análise pioneira de política, suas possibilidades e limites, realizada com grande sensibilidade para a importância do julgamento, argumentação fundamentada e liderança responsável na tomada de decisões de política externa". | Professor, Universidade Stanford                                                                           |
| 1999 |            | Elinor Ostrom (1933-2012)       | Estados Unidos                           | "por sua análise profunda, empírica e teórica, da natureza da ação coletiva e da escolha racional". | Professora, Universidade de Indiana                                                                        |
| 2000 |            | Fritz Wilhelm Scharpf (1935)    | Alemanha                                 | "por ter analisado conceitos-chave da ciência política com clareza teórica e rigor empírico durante uma era de mudança transnacional".                                                                                                   | Professor, Instituto Max Planck de Estudos Sociais em Colônia                                              |
| 2001 |            | Brian Barry (1936-2009)         | Reino Unido Estados Unidos               | "por sua profunda contribuição à teoria política normativa, realizada com paixão, bem como clareza na grande tradição do iluminismo". | Professor, Universidade Columbia                                                                           |
| 2002 |            | Sidney Verba (1932)             | Estados Unidos                           | ""por sua análise empírica penetrante da participação política e sua importância para o funcionamento da democracia". | Professor, Universidade Harvard                                                                            |
| 2003 |            | Hanna Fenichel Pitkin (1931)    | Alemanha Estados Unidos                  | "por seu trabalho teórico pioneiro, predominantemente sobre o problema da representação política". | Professora emérita, Universidade da Califórnia em Berkeley                                                 |
| 2004 |            | Jean Blondel (1929)             | França                                   | "por sua notável contribuição para a profissionalização da ciência política europeia, tanto como pioneiro comparativista como construtor de instituições".                                                                               | Professor, Instituto Universitário Europeu, Florença                                                       |
| 2005 |            | Robert Keohane (1941)           | Estados Unidos                           | "por sua contribuição significativa para nossa compreensão da política mundial em uma era de interdependência, globalização e terrorismo".                                                                                               | Professor, Universidade de Princeton                                                                       |
| 2006 |            | Robert Putnam (1941)            | Estados Unidos                           | "por sua teoria do capital social". | Professor, Universidade Harvard                                                                            |
| 2007 |            | Theda Skocpol (1947)            | Estados Unidos                           | ""por sua análise visionária do significado do estado para revoluções, bem-estar e confiança política, perseguida com profundidade teórica e evidência empírica".                                                                        | Professor, Universidade Harvard                                                                            |
| 2008 |            | Rein Taagepera (1933)           | Estónia Estados Unidos                   | "por sua profunda análise da função dos sistemas eleitorais na democracia representativa". | Professor, Universidade de Tartu e professor emérito Universidade da Califórnia em Irvine                  |
| 2009 |            | Philippe C. Schmitter (1936)    | Estados Unidos                           | "por seu trabalho inovador sobre o papel do corporativismo nas democracias modernas, e por sua estimulante e inovadora análise da democratização".                                                                                       | Professorial fellow, Instituto Universitário Europeu, Florença                                             |
| 2010 |            | Adam Przeworski (1940)          | Polónia Estados Unidos                   | "elevando os padrões científicos em relação à análise das relações entre democracia, capitalismo e desenvolvimento econômico". | Professor, Universidade de Nova Iorque                                                                     |
| 2011 |            | Ronald Inglehart (1934)         | Estados Unidos                           | "por contribuir com ideias inovadoras sobre a relevância e as raízes da cultura política em um contexto global, transcendendo os principais métodos de pesquisa anteriores".                                                             | Professor, Universidade de Michigan                                                                        |
| 2011 |            | Pippa Norris (1953)             | Reino Unido Estados Unidos               | "por contribuir com ideias inovadoras sobre a relevância e as raízes da cultura política em um contexto global, transcendendo os principais métodos de pesquisa anteriores".                                                             | Professor, Universidade Harvard                                                                            |
| 2012 |            | Carole Pateman (1940)           | Reino Unido Estados Unidos               | "de maneira instigante desafiando ideias estabelecidas sobre participação, sexo e igualdade". | Professora emérita, University of California, Los Angeles                                                  |
| 2013 |            | Robert Axelrod (1943)           | Estados Unidos                           | "por ter mudado profundamente nossas presunções sobre as condições prévias para a cooperação humana”. | Professor, Universidade de Michigan                                                                        |
| 2014 |            | David Collier (1942)            | Estados Unidos                           | "por sua contribuição para o desenvolvimento conceitual e o repensar dos métodos qualitativos na ciência política". | Professor, Universidade da Califórnia em Berkeley                                                          |
| 2015 |            | Francis Fukuyama (1952)         | Estados Unidos                           | “pelo aprendizado de tirar o fôlego, a clareza e a coragem lançando uma nova luz sobre o crescimento da ordem política moderna”. | Olivier Nomellini Senior Fellow, Freeman Spogli Institute for International Studies, Universidade Stanford |
| 2016 |            | Jon Elster (1940)               | Noruega                                  | “Por incisivo, penetrante e incessante impulso para examinar e reexaminar o que explica o comportamento humano”. | Robert K. Melton Professor em Ciências Sociais, Universidade Columbia                                      |
| 2017 |            | Amartya Sen (1933)              | India                                    | "por sua realização multifacetada que "combina ideias sobre a vulnerabilidade humana com o conhecimento sobre o potencial do poder político democrático para compensar e aliviar essa privação”.                                         | Thomas W. Lamont University Professor, Universidade Harvard                                                |
| 2018 |            | Jane Mansbridge (1939)          | Estados Unidos                           | por “com nitidez, envolvimento profundo e teoria feminista havendo moldado nossa compreensão da democracia em suas formas direta e representativa”.                                                                                      | Charles F. Adams Professora de liderança política e valores democratas, Universidade Harvard               |
| 2019 |            | Margaret Levi(1947)             | Estados Unidos                           | por ''ter estabelecido as bases do entendimento do porquê os cidadãos aceitam a coerção estatal, ao combinar conhecimento teórico e histórico."                                                                                          | Professora, Stanford University                                                                            |
| 2020 |            | Peter J. Katzenstein            | Alemanha Estados Unidos                  | por ''avançar o entendimento de como a história, cultura e normas moldam as economias e as políticas públicas de segurança globais e nacionais.''                                                                                        | Walter S. Carpenter, Jr. Professor de Estudos Internacionais, Universidade Cornell                         |
| 2021 |            | David D. Laitin                 | Estados Unidos                           | por sua ''original e objetiva explicação de como a política molda estratégias culturais em sociedades heterogêneas.'' | James T. Watkins IV and Elise V. Watkins Professor, Stanford University                                    |
| 2022 |            | Robert E. Goodin                | Austrália Estados Unidos                 | por ''misturar filosofia política como a ciência política empírica para aumentar a compreensão de como decentes e dignas sociedades podem ser moldadas.''                                                                                | Professor emérito, Australian National University                                                          |